# Soohorang

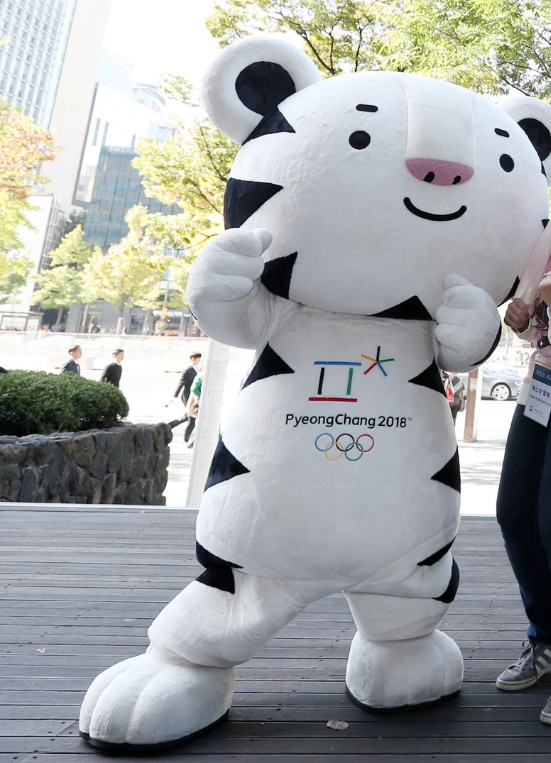
Soohorang (links), mascotte van de Olympische Winterspelen 2018.

Soohorang is de naam van de mascotte van de Olympische Winterspelen van 2018, die worden gehouden te Pyeongchang in Zuid-Korea. Soohorang is een witte tijger en is het symbool van vertrouwen en kracht. De naam is gebaseerd op de Koreaanse woorden "sooho" (수호) en "horangi" (호랑이). 